# Lush (cosmétique)
Pour les articles homonymes, voir Lush.
 (décembre 2013).
Si vous disposez d'ouvrages ou d'articles de référence ou si vous connaissez des sites web de qualité traitant du thème abordé ici, merci de compléter l'article en donnant les références utiles à sa vérifiabilité et en les liant à la section « Notes et références ».
Lush est une société de produits cosmétiques dont le siège social se situe à Poole en Grande-Bretagne. Fondée en 1995, la société a ouvert son premier magasin à Poole.
Leur offre et leur philosophie se fonde sur une promesse de produits « frais » et fabriqués à la main, à partir de produits naturels.
Néanmoins, des produits chimiques controversés entrent également dans la composition de leurs produits. Lush est victime d'une controverse en 2011 en raison de sa campagne contre l'industrie du pétrole albertain ainsi que du développement d'un pipeline reliant le Texas et la province.  

## Produits
Lush fabrique des produits cosmétiques pour les cheveux, le visage, le corps (mains, pieds) ainsi que des produits pour la douche et le bain, tout comme des bains moussants, des bombes effervescentes pour le bain, des shampooings et après-shampooing solides et des gels douches.

## Ingrédients
Lush revendique l'utilisation de produits naturels dans ses préparation. L'entreprise met en avant l'utilisation dans ses produits d'ingrédients issus du commerce équitable, comme le beurre de cacao.
Pour limiter le recours aux conservateurs artificiels, les trois quarts de ses produits sont "auto-conservés" (ce qui signifie que leur composition permet naturellement leur conservation, sans qu'il y ait besoin d'ajouter des substances extérieures à la composition initiale du produit).
Cependant, elle utilise des ingrédients tels que le paraben, le borax, des colorants azoïques ou encore le laurylsulfate de sodium.
La société se revendique comme soucieuse de l'environnement et des animaux. Bien que Lush milite contre l'utilisation d'huile de palme, ses produits continuent d'en utiliser certains dérivés chimiques.

## Marketing
Fin 2021, Lush fait une île sur le jeu Animal Crossing New Horizons afin de promouvoir ses produits.
En août 2024, Lush et Minecraft célèbrent le 15e anniversaire du jeu avec une collection de cosmétiques inspirés de l'univers Minecraft, comprenant des bombes de bain et une extension in-game permettant de créer des bombes de bain virtuelles.